# Раківка (Брянська область)
Раківка (рос. Раковка) — присілок в Климівському районі Брянської області Російської Федерації.
Населення становить 37 осіб. Входить до складу муніципального утворення Хороменське сільське поселення.

## Історія
Населений пункт розташований у межах українського етно-культурного регіону Стародубщини.
Від 2005 року входить до складу муніципального утворення Хороменське сільське поселення.

## Населення
| 2010 | 2013 |
| ---- | ---- |
| 34   | ↗37  |